# Franz Ziereis
Franz Ziereis, född 13 augusti 1905 i München, död 24 maj 1945 i koncentrationslägret Gusen, var en tysk officer (SS-Standartenführer) i SS. Han var kommendant för koncentrationslägret Mauthausen från februari 1939 till maj 1945.

## Biografi
Ziereis studerade vid en handelsskola, innan han 1924 inträdde i Reichswehr. Han lämnade krigsmakten med graden sergeant 1936 och anslöt sig till SS, där han blev instruktör inom SS-Totenkopfverbände.
Den 9 februari 1939 utsågs Ziereis till kommendant för koncentrationslägret Mauthausen, som hade uppförts föregående år. Ziereis, som i Mauthausen förde en mycket hård regim, skall enligt vittnesuppgifter ha låtit sin 11-årige son skjuta lägerfångar med gevär.
Vid krigsslutet flydde Ziereis, men påträffades den 23 maj 1945 i en jaktstuga i Pyhrnpasset av amerikanska soldater. Han försökte undkomma, men blev skjuten och avled dagen efter av sina skador. Frigivna interner hängde senare upp Ziereis nakna lik på taggtrådsstängslet vid lägret Gusen I.

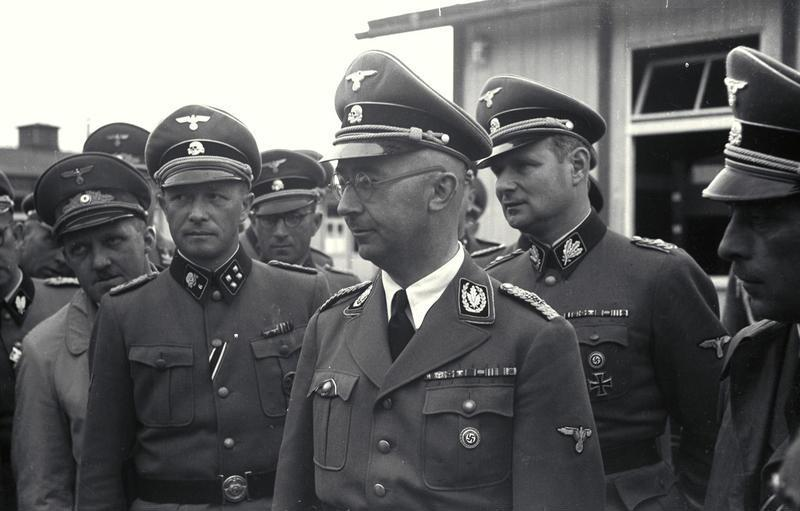
Reichsführer-SS Heinrich Himmler besöker Mauthausen i juni 1941. Till vänster om Himmler ses Ziereis (vid tillfället Sturmbannführer). Bland de övriga är August Eigruber, August Schmidhuber, Karl Wolff och Franz Kutschera.

## Befordringar i SS
| Datum             | Tjänstegrad         |
| ----------------- | ------------------- |
| 1 oktober 1936    | Obersturmführer     |
| 12 september 1937 | Hauptsturmführer    |
| 25 augusti 1939   | Sturmbannführer     |
| 1 september 1941  | Obersturmbannführer |
| 20 april 1944     | Standartenführer    |

## Utmärkelser
- Krigsförtjänstkorset av första klassen med svärd
- Krigsförtjänstkorset av andra klassen med svärd
- SS Hederssvärd
- SS-Ehrenring (Totenkopfring)